# Ивановка (Кимрский район)
Ивановка — хутор в Кимрском районе Тверской области. Входит в состав Приволжского сельского поселения.

## География
Находится в юго-восточной части Тверской области на расстоянии приблизительно 16 км на северо-восток по прямой от районного центра города Кимры в правобережной части района.

## История
В 1859 году здесь (хутор Калязинского уезда Тверской губернии) было учтено 3 двора.

## Население
Численность населения: 19 человек (1859 год), 2 (русские 50 %, немцы 50 %) в 2002 году, 1 в 2010.